# Transport ferroviaire aux États-Unis
Plan
Le transport ferroviaire aux États-Unis, principalement destiné au transport de marchandises sur de grandes distances, est très développé. Il s'est déployé dans le contexte de la conquête de l'Ouest et a connu son apogée en 1916 pour être progressivement délaissé au profit du transport routier puis aérien. Plus récemment, des projets ferroviaires émergent dans le domaine de la grande vitesse afin de relier des villes importantes et suffisamment proches pour proposer des temps de parcours compétitifs face au transport aérien.
Le réseau ferroviaire des États-Unis est le plus vaste du monde. Les voies sont à l'écartement standard et sont extrêmement peu électrifiées. Des interconnexions avec le Canada et le Mexique voisins sont possibles car ils disposent également d'un réseau ferroviaire à écartement standard.
Malgré la faible électrification du réseau ferré des États-Unis, le transport ferroviaire est le moyen le plus efficace du point de vue énergétique pour le transport des marchandises. C'est aussi l'un des moyens les plus sûrs. Le transport de marchandises par rail aux États-Unis est particulièrement efficace et transporte 38 % du volume total de marchandises. Les compagnies de classe I possèdent et exploitent plus de 150 000 kilomètres de lignes et réalisent un chiffre d'affaires de plus de 67 milliards de dollars. Le transport de passagers par rail a joué un rôle essentiel dans le développement du pays et dans son unification mais il est aujourd'hui largement limité en comparaison des pays européens. Amtrak est la société de fonds publics chargée d'assurer une offre ferroviaire de transport intercité. La ligne la plus emprunté pour le transport de passagers est l'Acela Express, qui relie Washington et Boston dans le nord-est du pays. C'est aussi la ligne la plus rapide du pays.

## Histoire
Les premiers chemins de fer sont construits dans les années 1820 et 1830 en Nouvelle-Angleterre et dans la région d'Atlantique centrale. À partir de 1850, un réseau dense commence à prendre forme sous l'impulsion de l'industrialisation rapide du nord et du nord-est du pays. Pendant et après la guerre de Sécession (1861-1865), le premier chemin de fer transcontinental est construit pour connecter la Californie avec le reste du réseau national. Le 10 mai 1869, la ligne est achevée à Promontory Summit dans l'Utah, point de jonction des voies posées par l'Union Pacific et la Central Pacific, les deux compagnies travaillant à partir de chacune des extrémités de la ligne. L'histoire du développement du réseau explique qu'aujourd'hui encore une grande disparité existe entre l'est et l'ouest du pays en termes de densité ferroviaire.

## Infrastructures

### Réseau ferré
En 2021, le réseau ferroviaire des États-Unis est constitué de 225 000 km de voies détenues par les compagnies ferroviaires de classes I, II et III. Cela en fait le réseau ferroviaire national le plus vaste du monde. Sur ces 225 000 km, 34 400 sont parcourus par des trains de passagers d'Amtrak, qui est pour autant propriétaire de seulement 30 % des voies empruntées.
Aux États-Unis, le réseau ferré est détenu par des compagnies ferroviaires privées qui exploitent généralement leurs propres voies. Le développement du réseau est donc le résultat d'initiatives privées pouvant être ponctuellement soutenues par la puissance publique. En effet, le réseau ferré n'est pas considéré comme un monopole naturel, contrairement à la logique prévalant dans les pays européens.
Ce réseau important est le résultat d'un développement effréné lors de la révolution industrielle puis d'une réduction importante de la longueur du réseau au XXe siècle. Ainsi, le réseau atteint son apogée en 1916 avec 409 000 km de lignes.
Pour des raisons techniques, il est temporairement impossible d'afficher le graphique qui aurait dû être présenté ici.

Voir ou modifier les données brutes du graphique.

### Connexions avec les pays frontaliers
Le réseau ferroviaire des États-Unis est intégré au réseau nord-américain. Des connexions sont ainsi assurées avec le Mexique et le Canada. Les trois pays disposent d'un réseau développé à voie normale, ce qui permet une bonne interopérabilité.
Postes frontières mexicains :

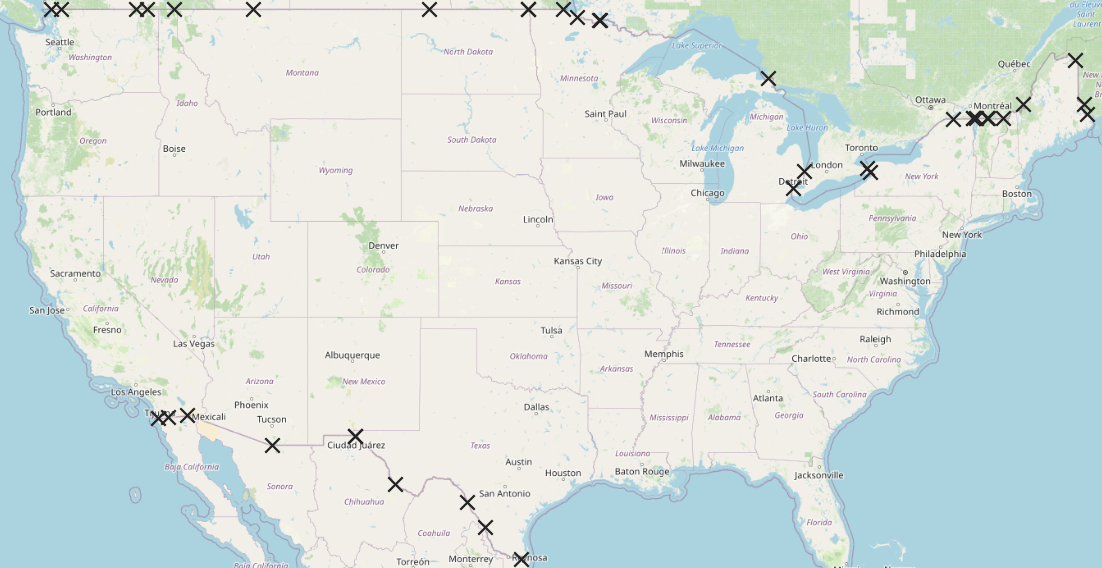
Cartographie des postes frontières ferroviaires.

- En Basse Californie : Tijuana, Tecate, Mexicali
- Au Sonora : Heroica Nogales
- Au Chihuahua : Ciudad Juárez, Ojinaga
- Au Coahuila : Piedras Negras
- Au Tamaulipas : Nuevo Laredo, Matamoros

Postes frontières canadiens :  
- En Colombie-Britannique : White Rock, Abbotsford, Grand Forks, Montrose, Yahk
- En Alberta : Coutts
- En Saskatchewan : North Portal
- Au Manitoba : Emerson, Middlebro
- En Ontario : Rainy River, Fort Frances, Sault-Sainte-Marie, Sarnia, Windsor, Fort Érié, Niagara Falls
- Au Québec : Dundee, Lacolle, Abercorn, Stanhope, Lac-Mégantic
- Au Nouveau-Brunswick : Saint-Léonard, McAdam, Saint-Stephen

La totalité de ces passages de frontières concernent les États-Unis contigus. En effet, il n'existe aucune liaison ferroviaire entre le Canada et l'Alaska.

### Grande vitesse
En 2022, les États-Unis ne possèdent aucune ligne ferroviaire à grande vitesse, au sens de l'Union internationale des chemins de fer. Selon l'UIC, la grande vitesse ferroviaire commence à 250 km/h. Or la ligne la plus rapide en activité aux États-Unis est l'Acela Express qui atteint au plus 240 km/h sur une partie de son parcours (55 km sur 742). En moyenne, l'Acela parcourt le trajet de Washington à Boston à 170 km/h. Un projet de 2,2 milliards de dollars est en cours de réalisation pour augmenter sa vitesse jusqu'à 300 km/h sur certaines portions. Ce projet consiste notamment à remplacer le matériel roulant existant par des rames Avelia Liberty, un train pendulaire produit par Alstom, et à modifier sensiblement l'infrastructure pour permettre des pointes plus élevées.
À la suite de l'élection de Barack Obama en 2008, le gouvernement fédéral souhaite développer la grande vitesse ferroviaire en réalisant les investissements qui manquaient jusqu'alors au secteur.
Le projet californien de lignes ferroviaires à grande vitesse permettant de relier notamment San Francisco et Los Angeles est considéré comme un des plus crédibles. Le projet de 68 milliards de dollars prévoit de relier jusqu'à 24 gares par 1 280 kilomètres de lignes à grande vitesse. Il devrait permettre de réduire la saturation du couloir aérien entre les deux plus grandes villes de l'État. Le chantier a commencé en 2014 entre Merced et Fresno. En 2019, le gouverneur nouvellement élu Gavin Newsom a annoncé que faute de financements suffisants, la California High-Speed Rail Authority allait se concentrer sur la mise en service de la section de la Vallée Centrale entre Merced et Bakersfield. Le but est de sécuriser la réalisation du projet, au moins en partie, plutôt que de l'abandonner.
Le Texas est en train de concrétiser son projet de ligne à grande vitesse entre Houston et Dallas. Un contrat de 16 milliards de dollars a été passé avec l'entreprise de construction italienne Webuild. La future ligne de 386 kilomètres permettra aux trains de rouler à 320 km/h, une vitesse encore jamais atteinte pour un train aux États-Unis.

## Transport de marchandises

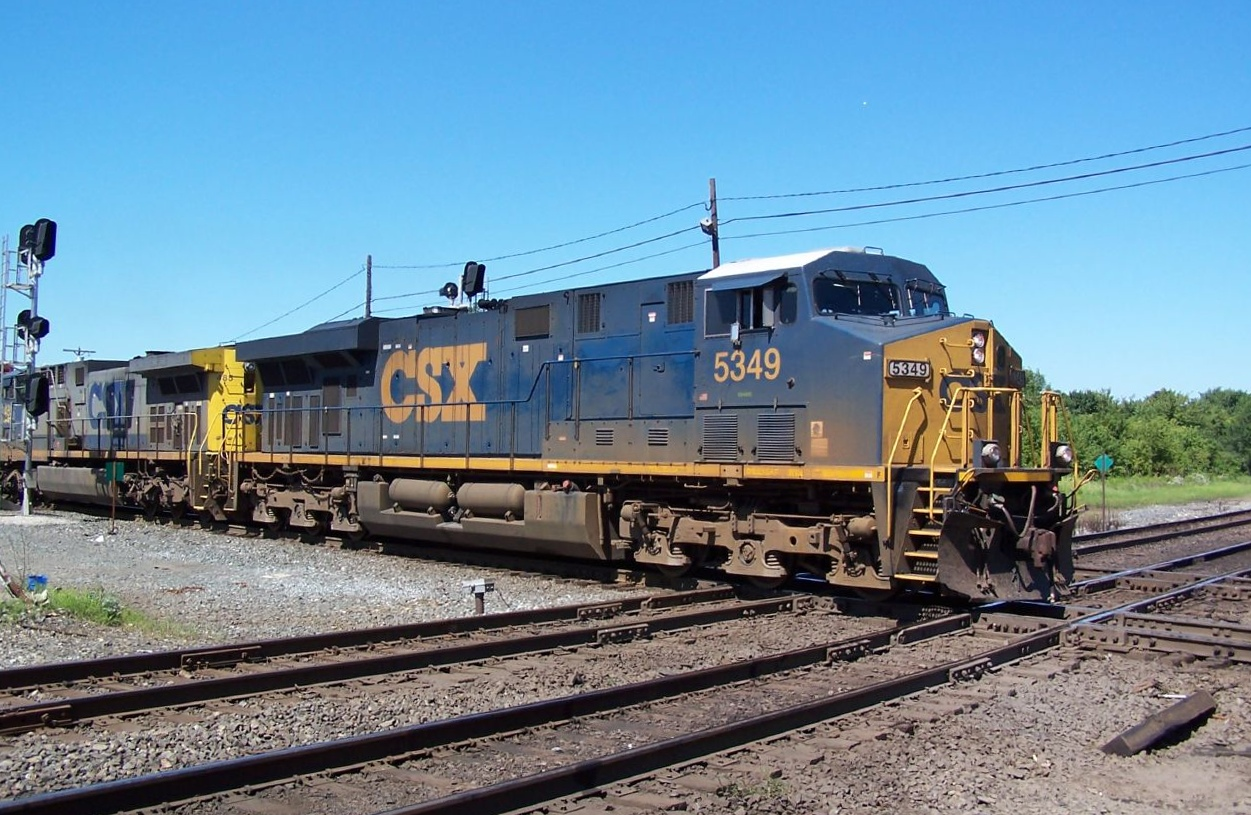
Train de CSX Transportation à Marion (Ohio).

Le transport de marchandises par train joue un rôle essentiel dans l'économie des États-Unis, particulièrement en transportant des produits d'imports ou d'exports en utilisant des conteneurs et pour le transport de charbon et de pétrole. D'après le magazine britannique The Economist, les entreprises de fret ferroviaires américaines « sont unanimement reconnues dans le secteur comme les meilleures du monde ». Entre 1980, année du Staggers Act, et 2020, les coûts de transport de marchandises par rail (corrigés de l'inflation) ont chuté de 44 %. En 2018, 91 % des conteneurs du pays ont été en partie transportés par le train.
Les compagnies ferroviaires américaines continuent de jouer un rôle majeur dans le transport de marchandises dans le pays. Elles transportaient 515 milliards de tonnes.kilomètre dans les années 1920 contre 2 360 milliards en 2000. Dans les années 1950, la part de marchandises transportées par rail aux États-Unis et en Europe est semblable, alors qu'en 2000, 38 % du transport de marchandise est effectué par rail aux États-Unis contre 8 % en Europe. En 2020, le secteur ferroviaire américain a une efficacité énergétique de 172 tonnes.kilomètre par litre de fioul.
En 2013, le pétrole extrait de Dakota du Nord a davantage été transporté par train que par l'oléoduc Trans-Alaska. Cette tendance, multipliée par dix en deux ans et par 40 en cinq ans devrait encore prendre de l'ampleur.

### Classes de compagnies de fret ferroviaire

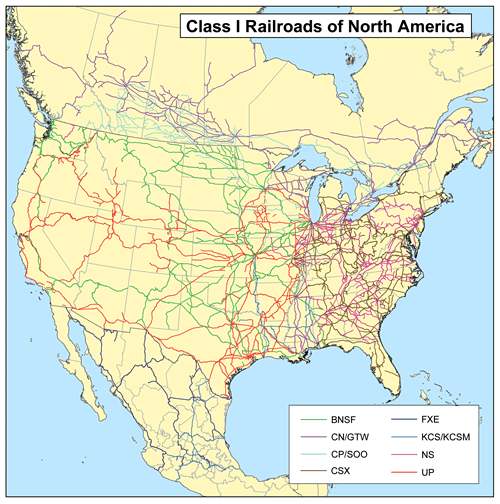
Voies ferrées de classe I en Amérique du Nord.

Il existe trois différentes classes de compagnies de fret ferroviaire, la classe I, la classe régionale et la classe locale.
La classe I regroupe l'ensemble des compagnies réalisant un chiffre d'affaires annuel d'au moins 505 millions de dollars. Ce type de compagnies représentent une part très faible des compagnies ferroviaires en service mais concentrent 69 % des voies, 90 % des employés du secteur et 94 % du chiffre d'affaires.
La classe II ou classe régionale recouvre les compagnies ayant un chiffre d'affaires annuel situé entre 39,194 et 505 millions de dollars ou disposant d'au moins 350 milles (soit environ 563 kilomètres).
La classe III regroupe les compagnies réalisant moins de 39,194 millions de chiffre d'affaires annuel et ayant moins de 350 milles de longueur de ligne. Ces petites lignes sont souvent regroupées dans des conglomérats pour des raisons économiques.
En 2021, 603 compagnies de classe II et III opéraient aux États-Unis. Elles contrôlaient 76 500 kilomètres de lignes et employaient 17 800 personnes.
| Classe                | Compagnies | Longueur du réseau (km) | Employés | Chiffre d'affaires (milliards de dollars) |
| --------------------- | ---------- | ----------------------- | -------- | ----------------------------------------- |
| Classe I              | 7          | 153 313                 | 163 464  | 67,6                                      |
| Régionale (Classe II) | 21         | 16 633                  | 5 507    | 1,4                                       |
| Locale (Classe III)   | 582        | 59 811                  | 12 293   | 2,6                                       |

### Trafic et impacts économiques
D'après l'enquête nationale sur le transport de marchandises de 2017, les compagnies ferroviaires opèrent 42,6 % des tonnes.kilomètre contre 44,0 % pour le mode routier et 10,3 % pour le transport par bateau (fluvial, côtier ou sur les grands lacs). Depuis plusieurs décennies, le secteur connaît une concurrence importante du transport routier qui progresse de plus de 50 % entre 2000 et 2020 alors que le transport ferroviaire connaît une récession de près de 30 % sur la même période.
Pour des raisons techniques, il est temporairement impossible d'afficher le graphique qui aurait dû être présenté ici.

Toutefois, le transport intermodal rail-route se développe en parallèle, ce qui laisse le secteur en bonne position. Le développement du transport par conteneur a généré une refonte du transport des marchandises par rail en permettant de transférer facilement les biens d'un mode à un autre. En particulier, le transport à double étage, inventé dans les années 1980, s'est généralisé progressivement aux États-Unis jusqu'à représenter 70 % du trafic ferroviaire intermodal.
Pour des raisons techniques, il est temporairement impossible d'afficher le graphique qui aurait dû être présenté ici.

Voir ou modifier les données brutes du graphique.

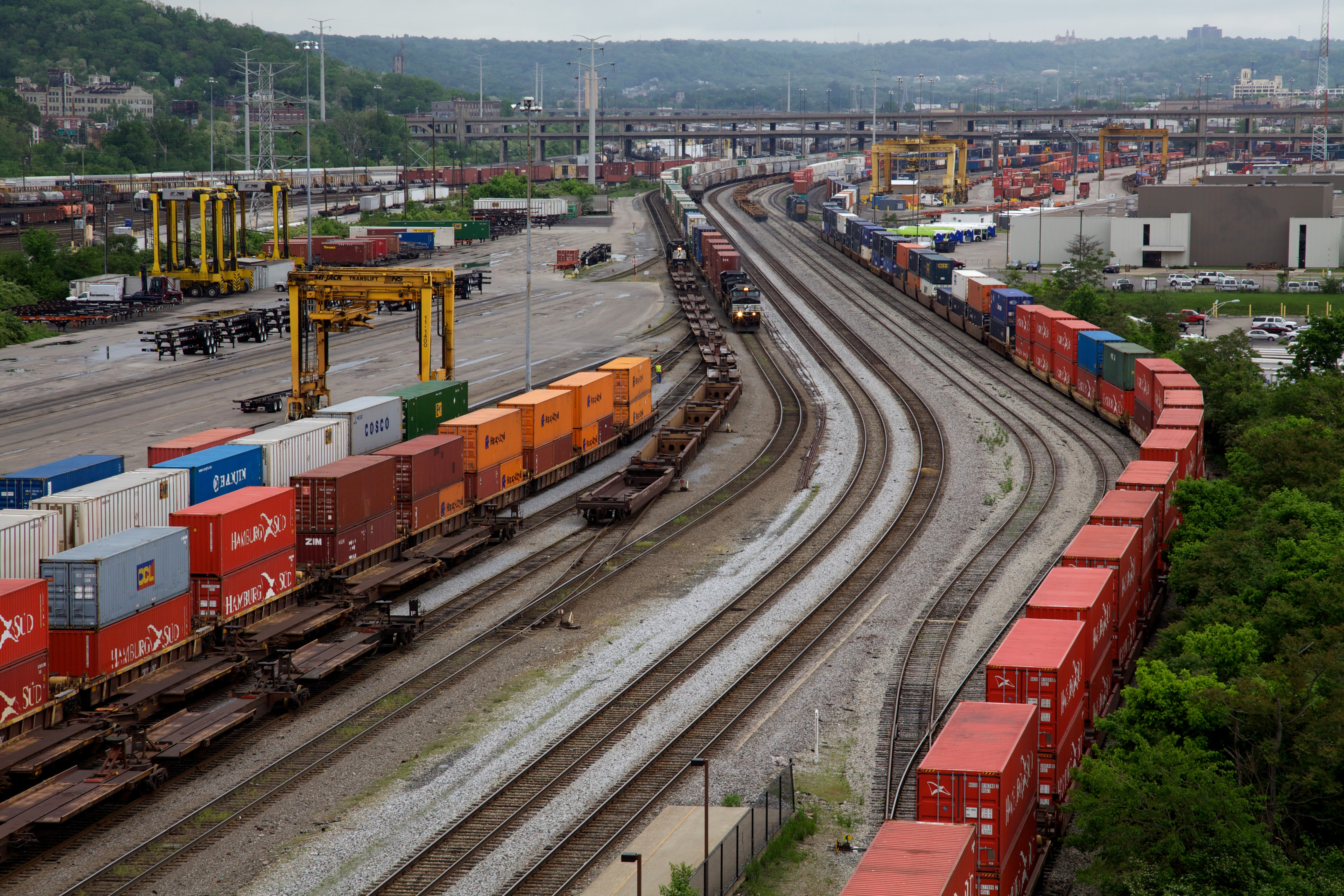
Trains à double étage opérant à Cincinnati.

Le secteur du fret ferroviaire aux États-Unis réalise un chiffre d'affaires de près de 80 milliards de dollars et embauche plus de 167 000 personnes dans le pays. Les retombées économiques indirectes sont jugées considérables. Au total, le transport ferroviaire génère 220 milliards de dollars d'activités économiques (dont 26 milliards de dollars de taxes) et ce sont 1,1 million d'emplois qui dépendent du secteur.

## Transport interurbain de passagers

### Historique
Avant la mise en service d'Amtrak en 1971, le service ferroviaire de transport de passagers était assuré par des compagnies fournissant également des services de transport de marchandises, ce qui était une obligation donnée aux compagnies par le gouvernement. Mais l'activité est largement déficitaire (hormis certaines années exceptionnelles) et les pertes sont compensées par les bénéfices engrangés sur l'activité de transport de marchandises.
Pour des raisons techniques, il est temporairement impossible d'afficher le graphique qui aurait dû être présenté ici.

Voir ou modifier les données brutes du graphique.
Le Rail Passenger Service Act de 1970, qui entérine la création d'Amtrak prévoit que les compagnies ferroviaires peuvent se retirer du marché du transport de passagers, mais doivent participer à la fourniture en capital d'Amtrak selon une des trois règles suivantes (la compagnie peut choisir celle qui lui est la plus profitable) :  
- 50 % des pertes liées au trafic passagers de la compagnie sur l'année 1969 ;
- 100 % des pertes liées au trafic passagers sur les lignes interurbaines sur l'année 1969 ;
- 200 % des pertes liées au trafic passagers sur les lignes du schéma prévisionnel d'Amtrak sur l'année 1969.

Ce montant pouvait être réglé en liquidités, en équipement ou en obligations, en échange de quoi la compagnie devenait actionnaire d'Amtrak ou considérait son investissement comme une perte fiscale. Seules quatre compagnies ont choisi de devenir actionnaires.
Pour des raisons techniques, il est temporairement impossible d'afficher le graphique qui aurait dû être présenté ici.

Voir ou modifier les données brutes du graphique.
L'intérêt pour les compagnies est important car elles peuvent se retirer d'un marché déficitaire en échange d'équipements qui ne leur seront plus utiles, c'est pourquoi la plupart des compagnies acceptent ces conditions et payent la participation en équipement (principalement des voitures voyageurs).

### Amtrak
Amtrak est née le 1er mai 1971 de la fusion des services voyageurs de 20 compagnies ferroviaires opérant précédemment individuellement. Amtrak a le statut d'entreprise commerciale mais est principalement détenue par le gouvernement fédéral des États-Unis . Amtrak a pour mandat de « fournir une mobilité ferroviaire interurbaine efficiente et efficace, consistant en un service de grande qualité, compétitif en temps avec les autres options de transport interurbain ».
Elle assure le transport de passagers de longue distance entre 500 gares dans 46 États des États-Unis, le district de Columbia, ainsi que dans trois provinces canadiennes. Les seuls États américains à ne pas être desservies par Amtrak sont l'Alaska, où le transport de passagers est assuré par Alaska Railroad, Hawaï, où le transport ferroviaire interurbain n'existe pas, le Dakota du Sud et le Wyoming.
Encore en 2021, Amtrak n'est propriétaire que d'une petite partie de l'infrastructure qu'elle utilise, ainsi 72 % de la distance parcourue par les trains d'Amtrak est réalisée sur des voies appartenant à des compagnies de fret. En échange, Amtrak verse un dédommagement aux propriétaires pour compenser la hausse des coûts d'entretien des voies. Ce fonctionnement, semblable à ce qui se fait en Europe n'est pas courant aux États-Unis où les compagnies sont traditionnellement à la fois gestionnaire d'infrastructure et exploitant ferroviaire.

#### Trafic et résultats économiques
Le transport interurbain de passagers par rail est très peu développé aux États-Unis. En 2019, Amtrak réalise 10,4 milliards de voyageurs-kilomètre. La même année, la SNCF en réalise 102,1 milliards, soit environ dix fois plus que son homologue américain. Toutefois, depuis sa création, Amtrak connaît une hausse régulière de la fréquentation.
Pour des raisons techniques, il est temporairement impossible d'afficher le graphique qui aurait dû être présenté ici.

Voir ou modifier les données brutes du graphique.
Bien qu'ayant le statut d'entreprise commerciale, Amtrak n'est pas rentable, elle bénéficie de subventions de la part de 17 États pour assurer 28 lignes de courte distance (moins de 1 200 km). Depuis sa création en 1971, Amtrak n'a pas connu une seule année avec des résultats financiers positifs.
Pour des raisons techniques, il est temporairement impossible d'afficher le graphique qui aurait dû être présenté ici.

Voir ou modifier les données brutes du graphique.

#### Lignes

Réseau d'Amtrak en 2016.

En 2022, Amtrak opère 41 lignes ferroviaires interurbaines aux États-Unis et au Canada pour le transport de passagers, dont certaines sont saisonnières ou temporairement suspendues.
Les lignes d'Amtrak sont divisées en trois catégories : 
- les lignes du corridor nord-est ;
- les lignes faisant l'objet de subventions de la part des États (ne traversant généralement pas de frontière entre États) ;
- les lignes de longue distance.

Certaines lignes sont orientées vers des usages réguliers, c'est notamment le cas des lignes du corridor nord-est qui maillent le territoire du BosWash, la plus grande mégalopole des États-Unis et qui cible principalement des navetteurs. Ainsi, les fréquences des lignes du corridor nord-est sont bien plus élevées que sur de nombreuses autres lignes d'Amtrak. Ces fréquences importantes font du réseau de cette région ferroviaire, le réseau le plus emprunté d'Amérique du Nord.
D'autres trains sont réputés pour leur attrait touristique car ils permettent de se déplacer tout en traversant des paysages parfois sauvages,.

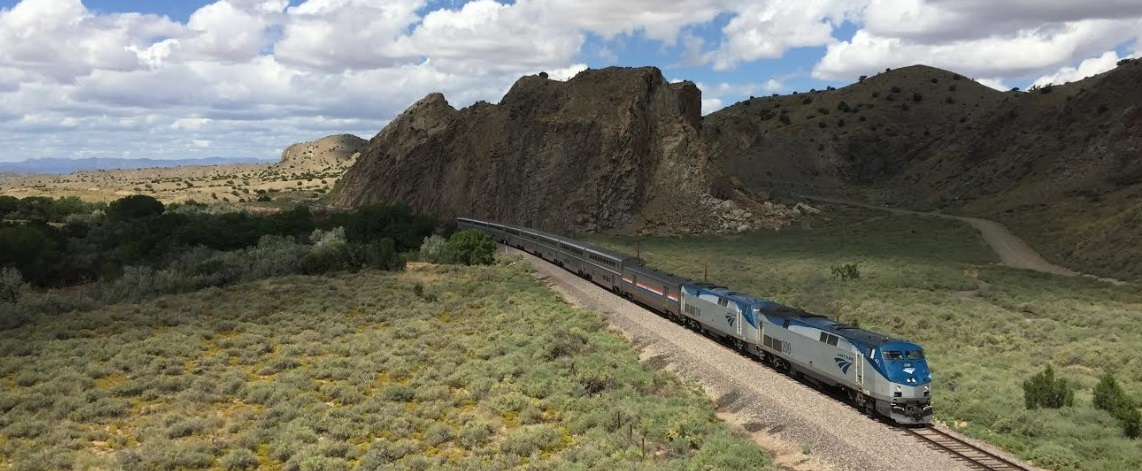
Southwest Chief près de Los Cerillos au Nouveau-Mexique en 2017.

### Autres exploitants
Outre Amtrak, d'autres exploitants ferroviaires proposent des services interurbains aux États-Unis. C'est notamment le cas d'Alaska Railroad et de Brightline.

#### Alaska Railroad
Alaska Railroad est une entreprise publique détenue par l'État d'Alaska depuis 1985. Elle a été détenue et gérée par le gouvernement fédéral entre 1914 et 1985 pour faciliter le développement économique de la région notamment par le transport de minerai.
Elle opère un service de fret et un service passager.
Le réseau de l'Alaska Railroad est composé de 756 kilomètres de lignes entre Seward au sud de l'État et Fairbanks au centre. La ligne dessert notamment Anchorage, la plus grande ville de l'État.

#### Brightline
Brightline est une compagnie ferroviaire privée opérant en Floride. Le service de Brightline en 2022 permet de relier Miami, Fort Lauderdale et West Palm Beach. Un projet est actuellement en cours de construction pour relier l'existant à Orlando, au centre de l'État. La phase 1 du projet devrait être opérationnelle en 2023. La dernière phase du projet prévoit de relier Orlando à Tampa avec une mise en service prévue en 2028. Les trains de Brightline reliant Miami à West Palm Beach empruntent une ligne de 108 kilomètres, dans sa version finale, le réseau de Brightline en Floride devrait être de 515 kilomètres.
Brightline développe également un projet de ligne à grande vitesse entre Los Angeles et Las Vegas à l'Ouest du pays. La ligne, telle que prévue, fait 378 kilomètres et devrait être parcourue à une vitesse moyenne de 185 km/h avec des pointes à 290 km/h. Le service prévu est de 25 aller-retours quotidiens.

## Aspects sociétaux

### Énergie et environnement
Malgré la faible électrification du réseau ferroviaire aux États-Unis, le transport ferroviaire est en moyenne entre trois et quatre fois plus efficace énergétiquement que le transport par camion. Ainsi, en 2019, un litre de fioul permettait de déplacer une tonne de marchandise sur 167 kilomètres par rail aux États-Unis.
Pour des raisons techniques, il est temporairement impossible d'afficher le graphique qui aurait dû être présenté ici.

Voir ou modifier les données brutes du graphique.

Cette efficacité énergétique permet également de transporter des marchandises en limitant les émissions de gaz à effet de serre. Le mode ferroviaire, qui transporte un tiers du volume de marchandises, ne représente que 2 % des émissions de gaz à effet de serre du secteur des transports aux États-Unis.

### Sécurité
Le transport ferroviaire est considéré comme un des moyens de transport les plus sûrs au regard du volume de marchandises transportés aux États-Unis. Des investissements récurrents ont permis des progrès substantiels et une réduction du nombre de décès liés au trafic ferroviaire, dont une part importante est liée aux accidents aux passages à niveau.
Pour des raisons techniques, il est temporairement impossible d'afficher le graphique qui aurait dû être présenté ici.

Voir ou modifier les données brutes du graphique.
En revanche, les déraillements restent courants aux États-Unis, avec 54 539 déraillements recensés entre 1990 et 2021, soit une moyenne de 1 704 par an sur cette période. Ces déraillements causant moins de quatre décès par an sur la même période.